# Oldsmobile Defender
Der Oldsmobile Defender war ein Mittelklasse-PKW, der 1912 von Oldsmobile, einer Marke von General Motors, als Nachfolger der Special herausgebracht wurde. Der Defender war das Einstiegsmodell der Marke.
Die Wagen hatten einen seitengesteuerten Vierzylinder-Reihenmotor mit 4375 cm³ Hubraum, der eine Leistung von 35 bhp (26 kW) abgab, die über eine Metallkonuskupplung, ein Vierganggetriebe mit Schalthebel rechts außen und eine Kardanwelle an die Hinterräder weitergeleitet wurde. Alle vier Räder waren mit Holzspeichen versehen und die Hinterräder mechanisch mit Trommeln und Außenbändern gebremst.
Die Wagen waren als 4-türige Tourenwagen, als 2-türige Coupés oder als 2-türige Roadster erhältlich.
1913 wurden die Fahrzeuge ohne große Änderungen weitergefertigt, allerdings nur als Tourenwagen. Die zweitürigen Modelle waren entfallen.
1912 waren 325 Fahrzeuge dieses Typs entstanden, 1913 waren es 1.000 Stück. Im Folgejahr entfiel der Vierzylinderwagen ersatzlos.